# Пшеча
Пшеча (пол. Przecza, нім. Arnsdorf) — село в Польщі, у гміні Левін-Бжеський Бжезького повіту Опольського воєводства.
Населення — 589 осіб (2011).

## Демографія
Демографічна структура станом на 31 березня 2011 року:
|          | Загалом | Допрацездатний вік | Працездатний вік | Постпрацездатний вік |
| -------- | ------- | ------------------ | ---------------- | -------------------- |
| Чоловіки | 313     | 74                 | 219              | 20                   |
| Жінки    | 276     | 55                 | 170              | 51                   |
| Разом    | 589     | 129                | 389              | 71                   |